# Rivers of Nihil
Rivers of Nihil ist eine US-amerikanische Technical-Death-Metal-Band aus Reading, Pennsylvania, die im Jahr 2009 gegründet wurde.

## Geschichte
Die Band wurde im Jahr 2009 gegründet und bestand aus dem Sänger Jake Dieffenbach, dem Schlagzeuger Ron Nelson und dem Gitarristen Jon Kunz. Es folgten die ersten Auftritte, ehe der Bassist und Sänger Adam Biggs sowie der Gitarrist Brody Uttley zur Besetzung stießen. In den Jahren 2010 und 2011 folgten mit Hierarchy und Temporality Unbound die ersten beiden EPs sowie weitere Auftritte. Die Band ging dabei auf Tour durch die Ostküste der Vereinigten Staaten sowie den mittleren Westen. Die Band nahm dabei auch am Midwest Fuckfest teil und spielte dabei zusammen mit Gruppen wie Dying Fetus, Misery Index und Arsis. Außerdem spielte die Band auch auf dem Akron Deathfest zusammen mit Complete Failure. Um die EPs zu bewerben, hielt die Band zudem Touren ab und spielte dabei zusammen mit Suffocation, The Faceless, Despised Icon, Revocation, Beneath the Massacre, Dysrhythmia, Decapitated, Six Feet Under und Decrepit Birth. Die Band spielte dabei mehr als 50 Auftritte. Im Sommer 2012 begannen Vertragsverhandlungen mit Metal Blade Records, ehe die Band im September einen Vertrag bei dem Label unterzeichnete. Im März 2013 begab sich die Band zusammen mit Erik Rutan in die Mana Recording Studios in Saint Petersburg, Florida, um ihr Debütalbum The Conscious Seed of Light aufzunehmen. das im Oktober desselben Jahres erschien. Im August ging die Band zudem mit Allegaeon, Abiotic und Wretched auf Tour. Ende Oktober begann zudem eine Tour zusammen mit Abiotic, Dying Fetus, Exhumed und Devourment. Das zweite Studioalbum der Band, Monarchy, erschien im August 2015. Das dritte Studioalbum mit dem Namen Where Owls Know My Name ist am 16. März 2018 erschienen.
Im Herbst 2019 tourten Rivers Of Nihil zusammen mit Black Crown Initiate, MØL und Orbit Culture. Bei dieser Tour spielte die Band Where Owls Know My Name in voller Gänze und hatte auch den Saxophonisten Zach Strouse mit dabei.
Im Oktober 2022 trennte sich die Band von ihrem Sänger und Gründungsmitglied Jake Dieffenbach, der Gesang wurde vom Bassisten Adam Biggs übernommen.

## Stil
Nach laut.de spielte die Band auf The Conscious Seed of Light technisch anspruchsvollen Death Metal, mit Blastbeats und gutturalem Gesang. Auf dem Album widme man sich dem Thema Jahreszeiten. Lieder wie Rain Eater würden an Bands wie Morbid Angel erinnern, während Songs wie Soil and Seed Einflüsse aus dem Hardcore Punk einfließen lassen würden. laut.de verglich die Gruppen mit Bands wie Gojira, Spawn of Possession und Decapitated.

## Diskografie
- 2010: Hierarchy (EP, Selbstverlag)
- 2011: Temporality Unbound (EP, Selbstverlag)
- 2013: The Conscious Seed of Light (Album, Metal Blade Records)
- 2015: Monarchy (Album, Metal Blade Records)
- 2018: Where Owls Know My Name (Album, Metal Blade Records)
- 2021: The Work (Album, Metal Blade Records)[5]
- 2025: Rivers of Nihil (Album, Metal Blade Records)[6]